# 派生需要
派生需要（はせいじゅよう）とは商学用語の一つで、ある商品に対する需要が発生したとき、同時に複数の別の商品に対する需要も発生することである。市場経済が発展すればするほど、経済活動の相互依存関係も大きくなるために起こる。
例えば、自動車一台の需要が発生する場合には、これは市場経済では単に自動車一台のみならず、これに加えて自動車を構成する部品や、カーナビゲーションやカーエアコンなどの製品や、ガソリンや交通整備までの需要も派生する。